# بخش جینوتگا
بخش جینوتگا (به لاتین: Jinotega Department) یک منطقهٔ مسکونی در نیکاراگوئه است که در نیکاراگوئه واقع شده‌است. بخش جینوتگا ۹٬۲۲۲ کیلومتر مربع مساحت و ۴۶۷٬۹۶۹ نفر جمعیت دارد.